# Garcia Ximenes
|  | No s'ha de confondre amb Garcia Ximenes (regent de Pamplona). |

Garcia Ximenes (Navarra, mort ca. 844) va ser un cavaller medieval navarrès membre de la dinastia Ximena.
Fill de Ximeno el Fort. Segons Alberto Cañada, l'autor del Còdex de Roda va incórrer en l'error de situar un Garcia Ximenes com a pare de Sanç Garcés, quan en realitat hauria estat el seu avi patern, i el seu pare va ser, de fet, el net de Garcia, el regent Garcia Ximenes, de fet probablement anomenat Ènnec de cognom. De tots els seus germans potser va ser el germà de més edat, si bé no és segur, ja que Ènnec porta el nom del seu avi.
Era germà, d'altra banda, d'Ènnec, que és identificat amb Ènnec Aritza, primer rei de Pamplona, que suposa que en realitat les dues primeres dinasties tradicionals del regne, Ènnega i Ximena, són de fet una única dinastia, que no és altra que la Ximena. Els textos àrabs sobre les lluites entre cristians i musulmans de l'any 844 es refereixen a un Garcia que comanda als cristians amb el títol de senyor (sahib) de Pamplona o príncep (amir) dels cristians, de fet es considera que podria ser el rei dels pamplonesos que apareix en els documents de Sant Joan de la Penya el 828, i que podria haver estat succeït pel seu germà Ènnec Aritza, de fet anomenat Ènnec Ximenes, o fins i tot van arribar a regnat de forma conjunta o paral·lela. En aquest sentit, també hauria pogut morir el 844, amb el seu germà Fortuny, o en qualsevol altra ocasió bèl·lica. Així doncs, d'aquest suposat doble regnat, es formarien les dues línies reials Ènnega i Ximena, descendent de d'Ènnec Aritza i Garcia Ximenes.